# Somaglia
Somaglia (lombardul: Sumàia) település Olaszországban, Lombardia régióban, Lodi megyében. Lakosainak száma 3796 fő (2023. január 1.). Somaglia Calendasco, Casalpusterlengo, Codogno, Fombio, Guardamiglio, Ospedaletto Lodigiano és Senna Lodigiana községekkel határos.

## Népesség
A település lakossága az elmúlt években az alábbi módon változott:
| Lakosok száma | 3824 | 3797 | 3796 |
|               | 2017 | 2018 | 2023 |